# Priwalowo (Kaliningrad)
Priwalowo (russisch Привалово, deutsch Mangarben, litauisch Mangarbis) ist ein Ort in der russischen Oblast Kaliningrad. Er gehört zur kommunalen Selbstverwaltungseinheit Stadtkreis Tschernjachowsk im Rajon Tschernjachowsk.

## Geographische Lage
Priwalowo liegt am Flüsschen Auxinne (1938–1945 Goldfließ, heute russisch: Golubaja), 18 Kilometer westlich des Rajonzentrums Tschernjachowsk (Insterburg). Die Kommunalstraße 27K-311, die von Meschduretschje (Norkitten) in südöstlicher Richtung nach Botschagi (Schloßberg) führt, verläuft durch den Ort. Die nächste Bahnstation ist Meschduretschje (Schelesnodoroschnaja stanzija) (Bahnhof Norkitten) an der Bahnstrecke Kaliningrad–Tschernyschewskoje (Königsberg–Eydtkuhnen/Eydtkau), einem Teilstück der einstigen Preußischen Ostbahn.

## Geschichte
Das Gründungsdatum des bis 1946 Mangarben liegt im Jahre 1469. Am 31. Juli 1721 kaufte Fürst Leopold von Anhalt-Dessau das Dorf, das am 30. August 1757 während der Schlacht bei Groß-Jägersdorf vollständig niederbrannte, aber wieder aufgebaut wurde. Durch die Freistellung der Bauern 1822/24 wurde Mangarben ein Bauerndorf und befand sich nicht mehr im Besitz des Fürstenhauses Anhalt-Dessau.
Im Jahre 1874 wurde Mangarben in den neu errichteten Amtsbezirk Norkitten (heute russisch: Meschduretschje) eingegliedert, der zum Kreis Insterburg im Regierungsbezirk Gumbinnen der preußischen Provinz Ostpreußen gehörte. Im Jahre 1910 waren in Mangarben 265 Einwohner registriert.
Am 30. September 1928 gab Mangarben seine Selbständigkeit auf und schloss sich mit der Landgemeinde Norkitten und den Gutsbezirken Norkitten, Schloßberg (heute russisch: Botschagi) sowie Woynothen (1938–1946 Kleinnorkitten, russisch: Schljusnoje) zur neuen Landgemeinde Norkitten zusammen.
In Kriegsfolge kam Mangarben 1945 mit dem nördlichen Ostpreußen zur Sowjetunion. 1947 erhielt der Ort die russische Bezeichnung Podgornoje und wurde gleichzeitig dem Dorfsowjet Bereschkowski selski Sowet im Rajon Tschernjachowsk zugeordnet. Von 2008 bis 2015 gehörte Podgornoje zur Landgemeinde Swobodnenskoje selskoje posselenije und seither zum Stadtkreis Tschernjachowsk.

## Kirche
Mit seiner überwiegend evangelischen Bevölkerung war Mangarben vor 1945 in das Kirchspiel der Kirche Norkitten (Meschduretschje) eingepfarrt, die zum Kirchenkreis Insterburg in der Kirchenprovinz Ostpreußen der Kirche der Altpreußischen Union gehörte. Heute liegt Priwalowo im Einzugsbereich der in den 1990er Jahren neu entstandenen evangelisch-lutherischen Gemeinde in Talpaki (Taplacken), einer Filialgemeinde der Auferstehungskirche in Kaliningrad (Königsberg) in der Propstei Kaliningrad der Evangelisch-lutherischen Kirche Europäisches Russland.